# Ranrapata
Ranrapata cuyo nombre  en  quechua significa  "pedregal cuesta arriba", es un complejo arqueológico que se encuentra ubicado en el departamento de Huancavelica, provincia de Huancavelica, distrito de Acoria. Es un símbolo de  arqueología preincaica en Huancavelica, se ubica entre el periodo Intermedio Temprano y el Horizonte Tardío, se identificaron materiales culturales pertenecientes a la cultura wari en Perú.

## Descripción geográfica
El complejo arqueológico de Ranrapata está situado a una altitud de 3855 metros sobre el nivel del mar, ubicado bajo la jurisdicción del Centro Poblado de Ccaccasiri del distrito de Acoria, aproximadamente a 44 km al noreste de la capital del departamento se asienta en la cima de una pendiente sinuosa al este del centro poblado de Ccaccasiri, su extensión superficial comprende a la margen izquierda el río Ichu y a la margen derecha, el río Palca. Su ubicación exacta tiene como: latitud Sur:12° 36 ́ 55.30” y longitud Oeste: 74°54 ́ 04.15”.

## Arquitectura
Se evidencian murallas largas de piedra construidas con piedras canteadas y unidas con argamasa, muros de viviendas de estructura circular, los cuales habrían sido construidos para el almacenamiento de alimentos y armas de guerra, torreones naturales como zonas de defensa y vigilancia, caminos empedrados y andenes agrícolas.
En la parte central del complejo arqueológico, se encuentra una estructura rectangular elaborada con lajas de piedra, denominada “Kallaka”, esta tiene aproximadamente 15 m de largo x 8 m de ancho, en esta se realizaron excavaciones y se encontraron individuos enterrados; las estructuras funerarias presentaban forma elíptica, se presume que el espacio fue destinado como un cementerio, que albergaba a personajes de importancia.

## Clima
Se ubica en el piso ecológico Suni, esta zona posee un clima templado a frío, con precipitaciones frecuentes. Su geografía se distingue por un terreno irregular, con profundas quebradas y elevadas montañas. En cuanto a su vegetación, se pueden encontrar especies como eucaliptos, ichus, cantutas y extensos pastizales. Los suelos son adecuados para el cultivo de papa, olluco, mashua, tarhui y cañihua. En las zonas más bajas, correspondientes al piso ecológico quechua o valles interandinos, el maíz se produce en grandes cantidades. Las áreas más elevadas, que superan los 4000 metros sobre el nivel del mar, son especialmente propicias para la ganadería.

## Cerámica
Al investigar los antecedentes de estudios científicos realizados en la zona, se hallaron escasos resultados. Una de las pocas fuentes bibliográficas disponibles es el trabajo de Ravines (1989), quien llevó a cabo un estudio etnológico sobre la producción de cerámica en el centro poblado de Ccaccasiri. En su análisis, se menciona brevemente que este lugar es ampliamente reconocido por su destacada labor en la elaboración de cerámica, cuyos productos se comercializan en toda la provincia e incluso llegan hasta la localidad de Acobamba.

## Consideraciones Legales
La riqueza cultural y arqueológica del departamento de Ranrapata, ha sido reconocida oficialmente por el Estado peruano mediante la Ley n.º 32198, Ley que declara de interés nacional la investigación, conservación y gestión de los sitios arqueológicos de los departamentos de Amazonas, Cajamarca, Lima, Puno, Huancavelica y Huánuco.